# Kiss the music
《Kiss the music (키스 더 뮤직)》은 KBS 충주FM에서 평일 오전 11시부터 정오까지 방송되는 월드 뮤직 라디오 프로그램이다.

## 진행자
- 장예진 아나운서 (여)

## 요일별 코너
(문자 번호 #9210)
- 월요일 : 그림이 내게로 오다
- 화요일 : 음악이 문학을 만날 때
- 수요일 : 뮤직 노트
- 목요일 : 시네 파일
- 금요일 : 핫 플레이어